# Ib Braase
Ib Braase, né le 7 août 1923 à Stege et décédé le 18 mars 2009, est un sculpteur danois.

## Biographie
Apprentissage dans la taillerie de pierre de son père. Études à l'Académie royale des beaux-arts du Danemark. Vit et travaille à Marcoussis près de Paris depuis 1968. En 1949 il a fait sa première exposition au Danemark. Entre 1954 et 1956 il a été membre du groupe danois "Den polychrome". Expose régulièrement au Danemark, en Suède, Norvège. de 1966 à 1976 il a été membre du groupe "Gronningen" à Copenhague. Membre du groupe Den Frie Udstilling
Den Frie est vraisemblablement l'association d'artistes la plus ancienne au monde. Den Frie Udstilling (aussi nommée Den Frie), rassemble aujourd'hui 38 artistes qui organisent chaque année une exposition de leurs propres œuvres. 
« Je prends du bois qu'on peut trouver dans n'importe quel magasin. Ce morceau fait une hauteur par rapport à moi. J'ai eu envie de le marier avec d'autres matériaux. Une plaque de tôle qui a été devant la cheminée pendant plusieurs années. Une relation sans le savoir. Un assemblage qui est une nécessité. » Ib Braase

## Récompenses
- Médaille Eckersberg